# Pimpernel (Club)

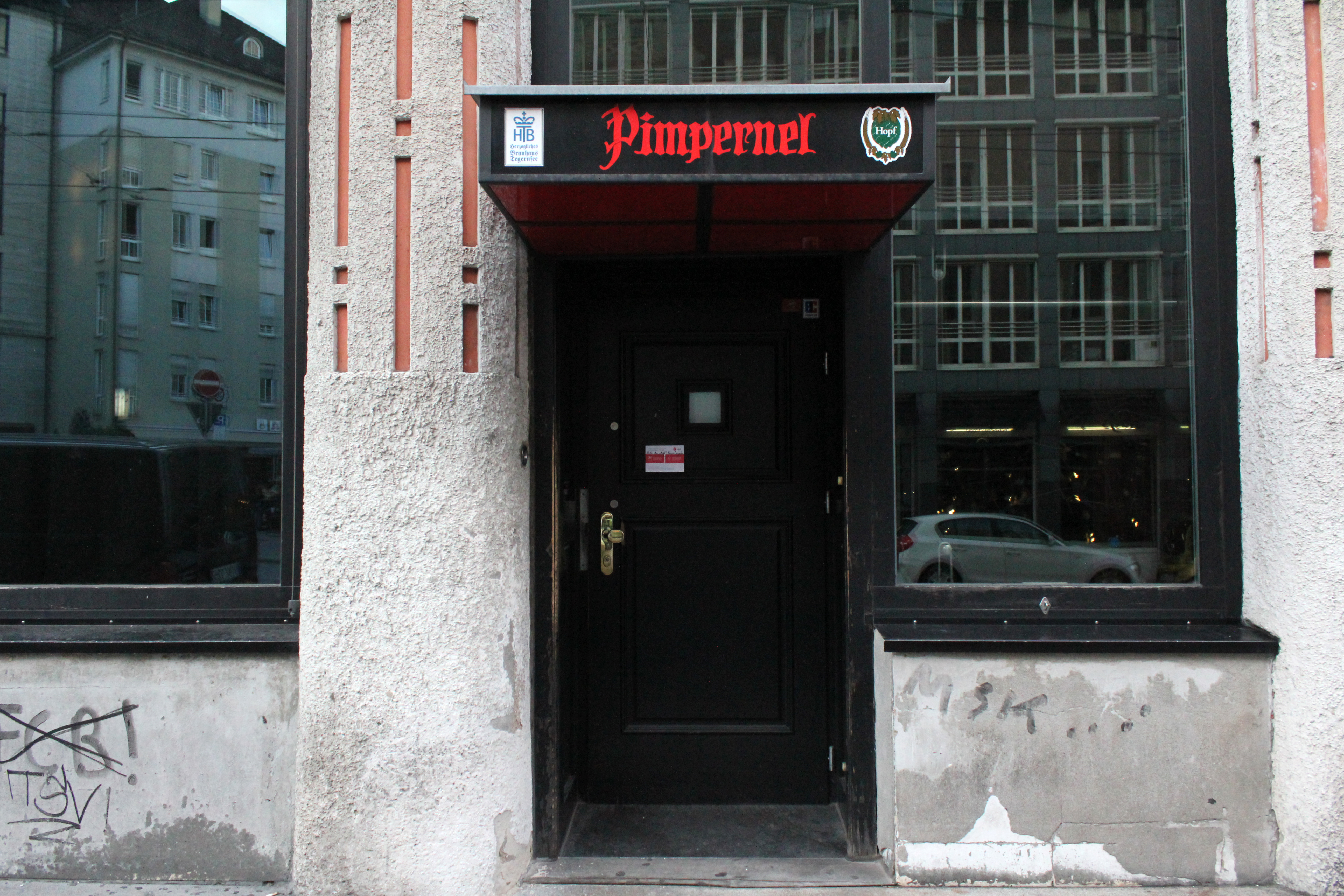
Der Eingang des Pimpernel (2021)

Das Pimpernel ist ein Techno-Club im Münchner Glockenbachviertel. Der seit den 1960er Jahren bestehende Club gilt als einer der ältesten kontinuierlich betriebenen Nachtclubs in München.

## Geschichte
Die Geschichte des Etablissements reicht zurück bis Anfang der 1930er Jahre, als es unter dem Namen Red Cat eine Barlizenz erhielt. Das Lokal war später unter dem Namen Lucian ein Prostituiertentreff und wurde ab 1971 unter der Leitung von Walter Schmollinger eine bekannte Schwulenbar. Zu den Stammgästen zählten unter anderem Giorgio Moroder, Rainer Werner Fassbinder, Walter Sedlmayr und Freddie Mercury zusammen mit seiner Mitbewohnerin Barbara Valentin, als beide in einer Wohnung in der Hans-Sachs-Straße wohnten. Walter Sedlmayr lernte im Pimpernel seine Mörder kennen.
2004 stieg Sven Künast, der von 2005 bis 2007 auch Mitbetreiber der Roten Sonne war, in das Pimpernel ein und übernahm den Laden 2007 komplett. Der Club ist täglich geöffnet und für seine langen Öffnungszeiten bekannt.

## Musikalische Ausrichtung
Das heutige musikalische Programm des Pimpernel reicht von Techno über Electro und House bis hin zu Disco. Der Club ist für seine Offenheit gegenüber verschiedenen elektronischen Musikgenres bekannt, was ein breites Publikum anspricht.

## Bedeutung und Publikum
Das Pimpernel wird wegen seiner langen Geschichte und seiner Verbindung zur LGBTQ+-Szene als ein bedeutender Ort in der Münchner Nacht- und Clubkultur betrachtet. Heutzutage zieht der Club nicht nur mehr Menschen aus der queeren Community an, sondern ein breiteres Publikum an Nachtschwärmern, die noch nach einer Afterhour suchen.

## Lage
Der Club befindet sich in der Müllerstraße im Glockenbachviertel. Dieses wurde ab den 1960er Jahren durch die Ansiedlung zahlreicher Clubs und Bars für Schwule sowie Initiativen für sexuelle Gleichberechtigung unter dem Namen Rosa Viertel als ein wichtiges Zentrum der internationalen Schwulenszene bekannt. In unmittelbarer Nähe befinden sich weitere Clubs und Bars wie der Legal Club, die Paradiso Tanzbar, der Club Goldener Reiter und das Corleone.

## Rezeption
Das Pimpernel wird regelmäßig in lokalen Medien und Berichten über das Münchner Nachtleben erwähnt. Es taucht in Artikeln über die Stadtkultur der Schwulenszene sowie in Berichten über Münchens Nachtkultur auf.
Der Club ist Teil der Berichterstattung bei Club-Portraits sowie der Entwicklung und Gentrifizierung des Glockenbachviertels.